# S.A.R.S.
„Свеже ампутирана рука Сатрияния“ (на сръбски: Свеже ампутирана рука Сатријанија, Прясно ампутираната ръка на Сатриани), по-известна с абревиатурата S.A.R.S., е музикална група от Белград, Сърбия.
Твори в различни стилове, сред които алтернативен рок, хип-хоп, реге, блус, джаз и етно. Групата е известна не само в Сърбия, но и на целия Балкански полуостров и често прави турнета из Европа.

## Дискография

### Студийни албуми
- S.A.R.S. (2009)
- Perspektiva (2011)
- Kuća časti (2013)
- Ikone pop kulture (2014)
- Proleće (2015)
- Poslednji Album (2016)